# 사뮈엘 파티 피살 사건

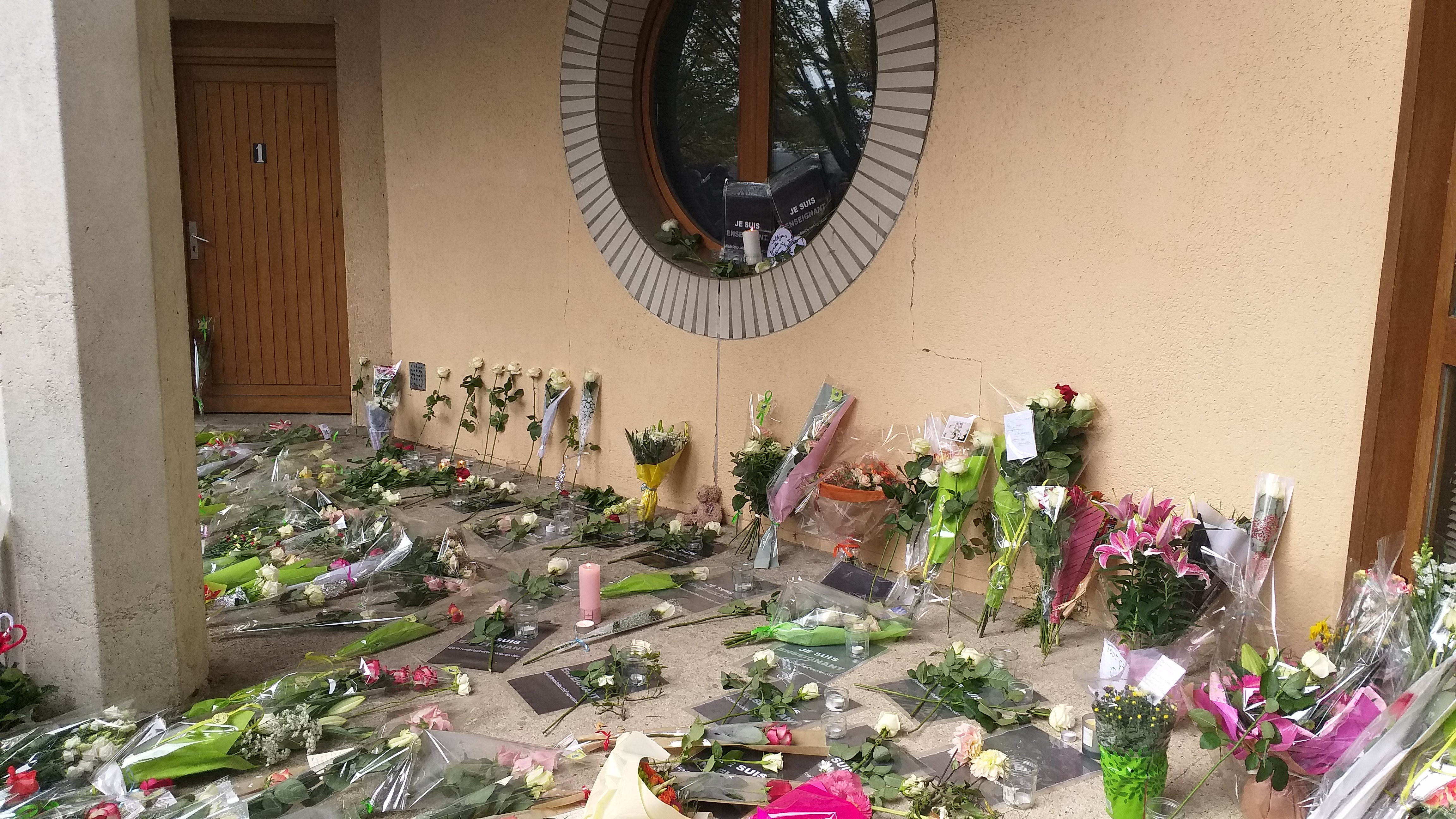

사뮈엘 파티 피살 사건 또는 콩플랑생토노린 참수 사건은 2020년 10월 16일 프랑스 이블린주의 코뮌 콩플랑생토노린에서 발생한 이슬람 테러 사건이다. 교사였던 피해자는 수업 시간 중 이슬람에 대해 풍자하는 만평을 보여주었고, 이에 가해자가 피해자를 참수하였다. 체첸 출신의 18살 가해자는 달아나던 도중 경찰이 쏜 총에 맞아 숨졌다.

## 배경
피해자인 사뮈엘 파티(Samuel Paty)는 지난 5년 동안 부아돈 중학교에서 역사, 지리학, 도덕 및 시민 교육을 가르치던 47세 선생님이었다.
사건이 일어나기 전 주, 파티는 학부모에게 강한 항의를 받았으며, 4학년과 5학년에게 표현의 자유를 가르친다는 취지로 샤를리 에브도에서 만든 무하마드를 풍자하는 만평을 보여주었다. 이 과정에서 이슬람교를 믿는 학생들에게 불쾌할 수 있으니 교실을 떠나도 된다고 권고하였던 것이 알려지면서 소셜 네트워크에서 많은 불만과 위협을 받았다.

## 경과
이 사건으로 인하여 파리를 비롯한 여러 도시에서 사뮈엘 파티를 추모하는 집회가 열렸다.
2020년 10월 21일, 프랑스 정부는 사뮈엘 파티에게 '레지옹 도뇌르' 훈장을 수여하고 그를 위한 국가 추도식을 소르본 대학에서 거행하기로 하였다. 이 추도식에서 에마뉘엘 마크롱 프랑스 대통령이 직접 추도사를 맡았다.

## 같이 보기
- 2020년 니스 흉기 테러
- 윌란스 포스텐 무함마드 만평 논란